# مارلين جان كيلي
مارلين جان كيلي (بالإنجليزية: Marilyn Jean Kelly)‏ هي قاضية ومحامية أمريكية، ولدت في 15 أبريل 1938.

## وصلات خارجية
- مارلين جان كيلي على موقع إن إن دي بي (الإنجليزية)